# Chartreuse de Hildesheim
La chartreuse de Hildesheim (Kartause Hildesheim) est une chartreuse d'Allemagne, aujourd'hui disparue, qui se trouvait à Hildesheim.

## Histoire
La chartreuse placée sous le vocable de Notre-Dame (Domus Claustri Beatae Mariae) est fondée par Gerhard vom Berge (de), évêque de Hildesheim de 1365 à 1398, en action de grâce à la victoire sur le duc Magnus de Brunswick-Wolfenbüttel à la bataille de Dinklar. L'acte de fondation date du 2 mai 1388. Les premiers moines viennent de la chartreuse d'Erfurt. Ils s'installent en dehors des murs de la ville au-delà de la tour de Damm (tour de Dammstadt), à l'ouest de la ville ; le terrain est mis à la disposition par la famille von Rössing, famille patricienne de Hildesheim. C'est en 1448 que la chartreuse devient pleinement propriétaire du sol bâti.
La chartreuse est totalement incendiée le 20 juin 1522 par les habitants de la ville de Hildesheim à la fin de la longue période d'opposition des guelfes menés par les Brunswick-Wolfenbüttel contre la noblesse locale protégeant les biens territoriaux épiscopaux (à l'origine du phénomène du Hochstift). En 1542, le conseil de la ville passe à la Réforme protestante ; la chartreuse est pillée et saccagée à plusieurs reprises par la population au cours des années 1542 et 1543 ce qui oblige les moines et leur prieur Dietrich Loher (vers 1495-1554) à s'enfuir à la chartreuse de Cologne. Lorsque Loher devient en 1543 prieur de la chartreuse de Buxheim (près de Memmingen), plusieurs moines le suivent là-bas en Haute-Souabe.
La chartreuse est de nouveau saccagée le 30 juillet 1545 par les habitants de la ville. Le trésor, objets liturgiques, actes et manuscrits sont confisqués par le conseil municipal de la ville. Une partie des bâtiments de la chartreuse sert de défense de la ville. Les chartreux ne peuvent récupérer leur monastère qu'en 1613 ; mais le 23 juillet 1626 - en pleine Guerre de Trente Ans - les troupes danoises et les habitants de la ville de Hildesheim s'emparent de la chartreuse et la détruisent. Les restes sont totalement rasés en 1632.
Sous le prince-évêque Maximilien-Henri, le monastère, en 1659-1660, est installé cette fois-ci à l'intérieur des murs afin d'être plus en sécurité. Il est construit entre la Domhof et le Langelinienwall. En 1708, un « Turc de butin » (c'est-à-dire un ancien membre des prisonniers de l'Empire ottoman envoyés en Allemagne et assimilés) du nom d'Ali (ou Aly) entre à la chartreuse. Il reçoit le nom de baptême de Bernard et le nom de famille de Weißenburg (d'après la traduction en allemand du nom de sa ville natale, Belgrade). En entrant à la chartreuse, il prend le nom de religion de Joseph. Il était toujours vivant en 1758.
La chartreuse est supprimée en 1777 par le prince-évêque Frédéric-Guillaume de Westphalie en accord avec le pape Pie VI et l'empereur Joseph II, afin de mettre ses biens immobiliers et ses revenus à la disposition du séminaire de Hildesheim. Les chartreux se répartissent dans d'autres monastères. Une partie de la bibliothèque est transférée à la bibliothèque de la cathédrale de Hildesheim. Les bâtiments servent d'abord au séminaire, puis d'hospice et d'école pour les pauvres.
Le 11 juin 1852, l'évêque de Hildesheim, Mgr Wedekin, inaugure dans la partie sud un hôpital qui existe toujours, sous le nom de St. Bernward Krankenhaus.

## Architecture
Le portail baroque de l'ancienne chartreuse est le seul vestige visible de la chartreuse de Hildesheim. Les représentations de la Vierge à l'Enfant, de saint Jean-Baptiste et de saint Bruno (fondateur de l'ordre des Chartreux) se dressent au-dessus du portail. Les locaux servent aujourd'hui à la St. Bernward Krankenhaus.